# 다치바나 긴치요
다치바나 긴치요(일본어: 立花 誾千代 타치바나 긴치요[*], 에이로쿠 12년 음력 8월 13일(1569년 9월 23일) ~ 게이초 7년 음력 10월 17일(1602년 11월 30일))는 센고쿠 시대의 여성 무장이다.
오토모 씨의 가신 벳키 아키쓰라(다치바나 도세쓰)의 외동딸로 지쿠고국 야마모토 군(지금의 후쿠오카현 구루메시)의 도이모토성에서 태어났다.
덴쇼 3년 음력 5월 28일(1575년 7월 6일), 긴치요가 7살일 때 다치바나 산성의 성독, 제도구 일체를 물려받았다. 아버지 도세쓰에게는 후계자가 될 아들이 없었기에 외동딸에게 성독을 잇게 하려 하였고, 본가인 오토모 가의 허락을 얻은 동년 음력 6월 28일(8월 4일)부로 다치바나 산성의 성독을 물려받았다. 여성이 성주가 된 것은 난세였던 센고쿠 시대에도 매우 드문 일이었다. 덴쇼 9년(서기 1581년), 다카하시 쇼운의 장남 벳키 무네토라가 다치바나씨에 데릴사위로 들어와 긴치요와 결혼하여 당주직은 무네토라에게 넘어갔다.
덴쇼 6년(서기 1578년) 11월, 오토모 씨는 휴가국에서 벌어진 미미가와 전투에서 시마즈씨에게 대패한다. 덴쇼 13년 음력 9월 11일(1585년 11월 2일)에는 긴치요의 친부 도세쓰가 미이 군에서, 덴쇼 14년 음력 7월 27일(1586년 9월 10일)에는 시아버지 쇼운이 이와야 공성전에서 전사했다. 뒤이어 규슈 평정을 이룬 도요토미 히데요시에 의해 덴쇼 15년 음력 6월 25일(1587년 7월 30일) 남편 무네토라가 지쿠고 류허를 하사받음으로써 다치바나 씨는 오토모씨에 예속된 피관에서 도요토미씨의 직신이 되었다. 그러나 긴치요는 다치바나 산성을 나온 뒤 남편을 따라가지 않고 아네가와 성 근교 미네가와에 거처를 마련해 떨어져 살았다. 그 이유는 부부 불화로 추정되며, 둘 사이에 아이도 태어나지 않았다.
| 전임 다치바나 도세쓰 | 다치바나 씨 당주 1575년 ~ 1581년 | 후임 다치바나 무네시게 |

## 같이 보기
- 여무자